# LGBT+ Danmark
LGBT+ Danmark – Landsforeningen for bøsser, lesbiske, biseksuelle og transpersoner er en interesseorganisation for homoseksuelle, biseksuelle og transpersoner.
Foreningen har siden 1948 været central for udviklingen af LGBT-personers rettigheder i Danmark og har været med til at grundlægge International Lesbian and Gay Association (ILGA) i 1978 og siden 2006 haft konsultativ status i FN.
Gennem lobbyarbejde, debatindlæg osv. var foreningen i anden halvdel af det 20. århundrede medvirkende til en række markante fremskridt for danske homoseksuelles juridiske stilling. Bl.a. ophævelsen af Den Grimme Lov i 1965, ligestilling af den seksuelle lavalder for homo- og heteroseksuelle i 1976, slettelse af homoseksualitet fra Sundhedsstyrelsens sygdomsliste i 1981, lovændringen i 1987, der forbød forskelsbehandling pga. seksualitet, indførelsen af det registrerede partnerskab i 1989 og loven om forbud mod forskelsbehandling på arbejdsmarkedet i 1996.
På flere af disse områder blev Danmark førende i verden. Homoseksualitet blev fjernet fra den danske sygdomsliste 10 år før det skete internationalt i WHO, og det registrerede partnerskab var den første statslige anerkendelse af samkønnede forhold i verden.
Foreningen har siden 2019 modtaget en bevilling på Finansloven.
LGBT+ Danmark er Danmarks ældste og verdens næstældste LGBT+ forening, og kunne i 2023 fejre sit 75 års jubilæum.

## Historie

### Grundlæggelsen og de første år
Ideen til foreningen fik den 33-årige Axel Lundahl Madsen (senere Axgil) på Sankt Hans Aften i Aalborg i 1948. Han ville skabe et netværk for ligesindede over hele landet. Som i andre lande stiftedes homoseksuelle organisationer som reaktion på, at FN's menneskerettighedserklæring fra 1948 ikke dækkede homoseksuelles rettigheder – modsat andre grupper, som var forfulgt af nazisterne. Foreningen blev stiftet som Kredsen af 1948, men ændrede navn i 1949 til Forbundet af 1948. Fra 1949 udgav foreningen medlemsbladet Vennen, der senere fik navnet Pan-bladet og udkom med enkelte afbrydelser til 2009.
Foreningen holdt sin første generalforsamling i 1950, hvor Axel Lundahl Madsen blev valgt som formand for bestyrelsen. Foreningen nåede dette år op på 600 medlemmer, og det voksede til 1.500 året efter.
I 1950 opretter man også afdelinger i Norge og Sverige, men disse bliver hurtigt selvstændige foreninger og findes i dag som foreningen FRI i Norge og RFSL i Sverige.
Fra starten lægger man vægt på at skabe netværk og sociale forbindelser - i medlemsbladet er der kontaktannoncer, og der var et højt aktivitetsniveau med arrangementer i form af foredrag, koncerter og fester.
1952 bliver Holger Bramlev formand, og foreningens første strategiske, politiske arbejde begynder med politikerkontakt, forslag til lovændringer og manifester.

### Den stille periode 1950-1967
Men i 1955 blev foreningen hårdt ramt af den såkaldte pornografiaffære, hvor politiet gik målrettet efter homoseksuelle, og et stort antal mænd – herunder Axel Axgil og hans kæreste Eigil – blev anholdt og idømt fængselsstraffe. Aktionen førte til en række personlige tragedier for homoseksuelle mænd i form af fyringer, opsigelser af lejekontrakter, skilsmisser og anslået 60–70 selvmord. Foreningen mistede derfor også medlemmer i stort tal og var en overgang nede på blot 65 medlemmer. Det politiske arbejde går mere eller mindre i stå, og man går ind hvad historiker Peter Edelberg kalder 'den stille periode' i årene 1955-1967. Man frygtede reaktioner fra omgivelserne, og man var f.eks. ikke beskyttet mod fyring pga. seksualitet. Samtidig indførtes i 1961 den såkaldte 'grimme lov', der hævede aldersgrænsen for homoseksuelle forhold og blev håndhævet meget strengt, men efter hård kritik fra Forbundet af 1948 og andre aktører blev loven ophævet igen allerede i 1965.
Mod slutninger af 1960'erne gik det igen fremad for foreningen, og i 1969 bliver foreningen efter mere end 20 år optaget i foreningsregistret. Den første forening for homoseksuelle i verden, der opnåede at blive anerkendt i et statsligt foreningsregister.

### Ungdomsoprøret og nye generationer
Ungdomsoprøret i 1968 medbringer også en ny generation af homoseksuelle, der går mere aktivistisk og konfronterende til værks, end de første generationer i foreningen. Man begynder i stigende grad at bruge ordene 'bøsser og lesbiske' og kræver en ny grad af åbenhed for homoseksuelles liv. Nye grupperinger som Bøssernes Befrielsesfront og Lesbisk Bevægelse får også det veletablerede Forbundet af 1948 til at blive mere synlige. Per Kleis Bønnelycke er formand i årene 1970-77 og fører an i den nye, proaktive kamp for ligestilling.
I en periode havde foreningen en arbejdsgruppe med navnet Pædofiligruppen, men i 1985 besluttede et lille flertal at ekskludere gruppen.
I 1982 skiftede foreningen navn til Landsforeningen for bøsser og lesbiske – Forbundet af 1948 (forkortet LBL).
På foreningens landsmøde d. 21. november 2009 vedtog man at skifte navn til LGBT Danmark – Landsforeningen for bøsser, lesbiske, biseksuelle og transpersoner, og i 2019 valgte man at føje '+' til navnet. LGBT+ Danmark har gennem størstedelen af sin eksistens alene været en interesseorganisation for bøsser og lesbiske, men har siden 2002 også specifikt omfattet biseksuelle og fra 2008 transpersoner.

## Foreningen i dag
Foreningens formål er at arbejde for bøssers, lesbiskes, biseksuelles og transpersoners politiske, sociale, kulturelle og arbejdsmarkedsmæssige ligestilling på alle niveauer i samfundet. LGBT+ Danmark søger at modvirke diskrimination og at fungere som decideret interesseorganisation ved at forsøge at påvirke lovgiverne, f.eks. på områder som vielser, adoption, kunstig befrugtning og transpersoners rettigheder. Foreningen arbejder både i Danmark og internationalt. LGBT+ Danmark driver flere projektet i det globale syd, og er desuden aktiv i ILGA og ILGA Europe og har konsultativ status i FN.
Foreningen yder herudover rådgivning og driver en lang række sociale tilbud rettet mod LGBT-personer og disses venner og familie.
Foreningen rummer også et bibliotek, som blev oprettet i 1979, som har været åbent for offentligheden siden 1983. Biblioteket er åbent for alle, dog er udlån af materialer forbeholdt foreningens medlemmer.
I perioden 2005-2023 havde foreningen en afdeling for unge under 25 år kaldet LGBT+ Ungdom. Her havde man bl.a. rådgivning til unge, som er i tvivl om deres seksualitet eller kønsidentitet – herunder en ungdomstelefon-service og en brevkasse.

## Forpersoner gennem tiderne
- 1948-1952: Axel Axgil
- 1952; Walther Larsen
- 1952-1953: Peter (Olsen) Balle
- 1953-1958: Holger Bramlev
- 1958-1959: Bruno Bach
- 1959-1960 Jens Ingvard Bøje
- 1960-1961: Piotr Jakobik
- 1961-1970: Erik Jensen
- 1970: Steen Jensen
- 1970-1978: Per Kleis Bønnelycke
- 1978-1986: Henning Jørgensen
- 1986-1989: Bruno Pedersen
- 1989-1994: Else Slange
- 1994: Susan Peters
- 1994: Søren Baatrup
- 1994-1998: Søren Laursen
- 1998-2002: Bent Hansen
- 2002-2005: Peter Andersen
- 2005-2007: Mikael Boe Larsen
- 2007: Patricia Duch (konstitueret)
- 2007-2008: Maren Granlien (konstitueret)
- 2008: Kristoffer Petterson
- 2008-2011: Hans Christian Seidelin
- 2011-2014: Vivi Jelstrup
- 2014-2017 Søren Laursen
- 2017-2019: Peder Holk Svendsen
- 2019: Ask Ulrich Petersen
- 2019-2020: Susanne Branner Jespersen
- 2020: Jackie Vesterhaab Kristensen
- 2020-2023: Ask Ulrich Petersen
- 2023-2024 : Nanna Sjøgren Wills Hansen
- 2024-: Morten Grumstrup